# جويل أندرسون (لاعبة كرة قدم مواليد 1998)
جويل أندرسون (من مواليد 6 أكتوبر 1998) هي لاعبة كرة قدم أمريكية محترفة تلعب كلاعب خط وسط في نادي باي إف سي في الدوري الوطني لكرة القدم للسيدات (NWSL).

## نشأتها
ولدت أندرسون في سان خوسيه، كاليفورنيا، ودرست في مدرسة هاركر، حيث لعبت كرة القدم الجامعية وسجلت 101 هدفًا، وهو ثاني أكثر عدد أهداف في تاريخ المدرسة. تم إدخالها إلى قاعة مشاهير ألعاب القوى بالمدرسة في 13 أكتوبر 2023. لعبت أندرسون كرة القدم لنادي الشباب مع دي أنزا فورس لمدة عقد من الزمان من عام 2007 حتى عام 2017.